# تیسوتس
تیسوتس (به مجاری: Tiszolc) یک شهرک در اسلواکی با جمعیت ۴٬۰۹۲ نفر است که در Rimavská Sobota District واقع شده‌است.